# Se fossi un angelo
| Recensione     | Giudizio |
| -------------- | -------- |
| aLLMusicItalia |          |
| Rockol         |          |

Se fossi un angelo è il primo album in studio della cantautrice italiana Alice Paba, pubblicato il 10 febbraio 2017 dalla Universal Music Italy.

## Il disco
Costituito da otto brani inediti, tre dei quali scritti dalla stessa cantautrice (Aspetto ancora un po’, Non voglio cadere più e La verità) e una cover di Toxic di Britney Spears, reinterpretata in versione acustica, l'album, prodotto da Brando, segna il ritorno discografico dell'artista tolfetana dopo circa nove mesi di distanza dalla pubblicazione del singolo di debutto Parlerò d'amore, proposto il 23 maggio 2016 durante la finale della quarta edizione del talent show The Voice of Italy.

Alice Paba ha presentato il disco affermando:

## Promozione
L'album, annunciato sulle reti sociali della cantautrice il 10 gennaio 2017, è stato anticipato dalla pubblicazione del singolo Do retta a te, brano con cui la cantante ha gareggiato, in coppia con Nesli, alla 67ª edizione del Festival di Sanremo nella sezione "Campioni", avvenuta l'8 febbraio. Ad esso, ha fatto seguito il secondo singolo Te lo leggo negli occhi, entrato in rotazione radiofonica a partire dal 14 aprile.

## Tracce
1. Te lo leggo negli occhi – 3:41
2. Do retta a te (con Nesli) – 3:31
3. Se fossi un angelo – 3:30
4. Aspetto ancora un po' – 3:18
5. Non voglio cadere più – 2:59
6. Ho solo me – 3:36
7. La verità – 3:23
8. Immobile – 3:46
9. Toxic – 2:15 – originariamente interpretata da Britney Spears

## Classifiche
| Classifica (2017) | Posizione massima |
| ----------------- | ----------------- |
| Italia            | 39                |